# Damernas turnering i volleyboll vid olympiska sommarspelen 2012
Damernas turnering i volleyboll vid olympiska sommarspelen 2012 spelades mellan 28 juli och 11 augusti 2012. Totalt deltog 12 lag om 12 spelare i turneringen. Lagen delades upp i två sexlagsgrupper där de fyra främsta gick vidare till slutspel. Till slut stod Brasilien som segrare efter en finalseger över USA.

## Gruppspel[1]
Varje lag fick tre poäng för seger med 3-0 och 3-1 i set, två poäng för seger med 3-2 i set, en poäng för förlust med 2-3 i set och noll poäng för 1-3 och 0-3 i set. De fyra främsta vidare till kvartsfinal.

### Grupp A
| Plac. | Lag                     | Matcher | 3P | 2P | 1P | 0P | Poäng |
| ----- | ----------------------- | ------- | -- | -- | -- | -- | ----- |
| 1     | Ryssland                | 5       | 4  | 1  | 0  | 0  | 14    |
| 2     | Italien                 | 5       | 4  | 0  | 1  | 0  | 13    |
| 3     | Japan                   | 5       | 3  | 0  | 0  | 2  | 9     |
| 4     | Dominikanska republiken | 5       | 2  | 0  | 0  | 3  | 6     |
| 5     | Storbritannien          | 5       | 0  | 1  | 0  | 4  | 2     |
| 6     | Algeriet                | 5       | 0  | 0  | 1  | 4  | 1     |

### Grupp B
| Plac. | Lag       | Matcher | 3P | 2P | 1P | 0P | Poäng |
| ----- | --------- | ------- | -- | -- | -- | -- | ----- |
| 1     | USA       | 5       | 5  | 0  | 0  | 0  | 15    |
| 2     | Kina      | 5       | 2  | 1  | 1  | 1  | 9     |
| 3     | Sydkorea  | 5       | 2  | 0  | 2  | 1  | 8     |
| 4     | Brasilien | 5       | 1  | 2  | 0  | 2  | 7     |
| 5     | Turkiet   | 5       | 1  | 1  | 1  | 2  | 6     |
| 6     | Serbien   | 5       | 0  | 0  | 0  | 5  | 0     |

## Slutspel[1]
|  | Kvartsfinaler           | Kvartsfinaler |           |          | Semifinaler | Semifinaler |  |  | Final | Final |
|  |                         |               |           |          |             |             |  |  |       |       |
|  |                         |               |           |          |             |             |  |  |       |       |
|  |                         |               |           |          |             |             |  |  |       |       |
|  | Ryssland                | 2             |           |          |             |             |  |  |       |       |
|  | Ryssland                | 2             |           |          |             |             |  |  |       |       |
|  | Brasilien               | 3             |           |          |             |             |  |  |       |       |
|  | Brasilien               | 3             | Brasilien | 3        |             |             |  |  |       |       |
|  |                         |               | Brasilien | 3        |             |             |  |  |       |       |
|  |                         | Japan         | 0         |          |             |             |  |  |       |       |
|  | Kina                    | Japan         | 0         | 2        |             |             |  |  |       |       |
|  | Kina                    |               |           | 2        |             |             |  |  |       |       |
|  | Japan                   | 3             |           |          |             |             |  |  |       |       |
|  | Japan                   | 3             | Brasilien | 3        |             |             |  |  |       |       |
|  |                         |               | Brasilien | 3        |             |             |  |  |       |       |
|  |                         | USA           | 1         |          |             |             |  |  |       |       |
|  | Italien                 | USA           | 1         | 1        |             |             |  |  |       |       |
|  | Italien                 |               |           | 1        |             |             |  |  |       |       |
|  | Sydkorea                | 3             |           |          |             |             |  |  |       |       |
|  | Sydkorea                | 3             | Sydkorea  | 0        | Bronsmatch  | Bronsmatch  |  |  |       |       |
|  |                         |               | Sydkorea  | 0        | Bronsmatch  | Bronsmatch  |  |  |       |       |
|  |                         | USA           | 3         |          |             |             |  |  |       |       |
|  | USA                     | USA           | 3         | 3        | Japan       | 3           |  |  |       |       |
|  | USA                     |               |           | 3        | Japan       | 3           |  |  |       |       |
|  | Dominikanska republiken | 0             |           | Sydkorea | 0           |             |  |  |       |       |
|  | Dominikanska republiken | 0             |           |          | 0           |             |  |  |       |       |
|  |                         |               |           |          |             |             |  |  |       |       |
|  |                         |               |           |          |             |             |  |  |       |       |

## Individuella utmärkelser[2]
| Utmärkelse              | Namn              | Landslag                |
| ----------------------- | ----------------- | ----------------------- |
| Mest värdefulla spelare | Kim Yeon-koung    | Sydkorea                |
| Bästa poängvinnare      | Kim Yeon-koung    | Sydkorea                |
| Bästa anfallare         | Destinee Hooker   | USA                     |
| Bästa blockare          | Fabiana Claudino  | Brasilien               |
| Bästa servare           | Sheilla de Castro | Brasilien               |
| Bästa passare           | Evgenija Starceva | Ryssland                |
| Bästa mottagare         | Fernanda Garay    | Brasilien               |
| Bästa libero            | Brenda Castillo   | Dominikanska republiken |

## Statistik[3]
Enbart spelare i lag som nåde semifinal rankades
| Bästa poängvinnare | Bästa poängvinnare | Bästa poängvinnare |
| Rank               | Namn               | Poäng              |
| ------------------ | ------------------ | ------------------ |
| 1                  | Kim Yeon-koung     | 207                |
| 2                  | Destinee Hooker    | 161                |
| 3                  | Saori Kimura       | 142                |
| 4                  | Sheilla Castro     | 140                |
| 5                  | Ekaterina Gamova   | 124                |

| Bästa spikers | Bästa spikers       | Bästa spikers |
| Rank          | Namn                | %             |
| ------------- | ------------------- | ------------- |
| 1             | Destinee Hooker     | 37,93         |
| 2             | Simona Gioli        | 37,78         |
| 3             | Kim Yeon-koung      | 35,57         |
| 4             | Nataliya Goncharova | 34,22         |
| 5             | Ekaterina Gamova    | 33,04         |

| Bästa blockare | Bästa blockare    | Bästa blockare |
| Rank           | Name              | Sn             |
| -------------- | ----------------- | -------------- |
| 1              | Fabiana Claudino  | 0.94           |
| 2              | Foluke Akinradewo | 0.93           |
| 3              | Simona Gioli      | 0.91           |
| 4              | Destinee Hooker   | 0.78           |
| 5              | Thaísa Menezes    | 0.75           |

| Bästa servare | Bästa servare      | Bästa servare |
| Rank          | Name               | Sn            |
| ------------- | ------------------ | ------------- |
| 1             | Sheilla Castro     | 0.31          |
| 2             | Hui Ruoqi          | 0.31          |
| 3             | Lucia Bosetti      | 0.30          |
| 4             | Ekaterina Gamova   | 0.29          |
| 5             | Antonella del Core | 0.26          |

| Bästa grävare | Bästa grävare    | Bästa grävare |
| Rank          | Name             | Sn            |
| ------------- | ---------------- | ------------- |
| 1             | Brenda Castillo  | 6.10          |
| 2             | Zhang Xian       | 4.77          |
| 3             | Yuko Sano        | 4.11          |
| 4             | Kim Hae-ran      | 3.90          |
| 5             | Yoshie Takeshita | 3.64          |

| Bästa passare | Bästa passare       | Bästa passare |
| Rank          | Name                | Sn            |
| ------------- | ------------------- | ------------- |
| 1             | Yevgeniya Startseva | 12.79         |
| 2             | Wei Qiuyue          | 12.08         |
| 3             | Yoshie Takeshita    | 11.82         |
| 4             | Lindsey Berg        | 9.74          |
| 5             | Danielle Lins       | 9.72          |

| Bästa mottagare | Bästa mottagare     | Bästa mottagare |
| Rank            | Namn                | %               |
| --------------- | ------------------- | --------------- |
| 1               | Fernanda Rodrigues  | 81.32           |
| 2               | Svetlana Kryuchkova | 80.00           |
| 3               | Paola Croce         | 77.88           |
| 4               | Antonella del Core  | 77.03           |
| 5               | Nicole Davis        | 74.27           |

## Slutplaceringar[4]
| Pos | Landslag                |
| --- | ----------------------- |
| 1   | Brasilien               |
| 2   | USA                     |
| 3   | Japan                   |
| 4   | Sydkorea                |
| 5   | Kina                    |
| 5   | Dominikanska republiken |
| 5   | Italien                 |
| 5   | Ryssland                |
| 9   | Storbritannien          |
| 9   | Turkiet                 |
| 11  | Algeriet                |
| 11  | Serbien                 |